# Lista de prefeitos de Campo Redondo
Esta é a lista de prefeitos de Campo Redondo, município brasileiro do estado do Rio Grande do Norte.
| Nº | Prefeito                             | Imagem | Partido                | Primeira-dama                      | Início de mandato     | Fim de mandato         | Vice-prefeito                   | Observações                   |
| -- | ------------------------------------ | ------ | ---------------------- | ---------------------------------- | --------------------- | ---------------------- | ------------------------------- | ----------------------------- |
| 1  | Otacílio Raimundo de Souza           |        |                        | Noir Medeiros de Souza             | 31 de março de 1963   | 31 de janeiro de 1964  | —                               | Prefeito nomeado              |
| 2  | Manoel Norberto da Costa             |        |                        | Maria Hercília da Costa            | 31 de janeiro de 1964 | 31 de janeiro de 1969  | não encontrado                  | Prefeito e vice eleitos       |
| 3  | Luiz Wilson de Souza                 |        |                        | Aliete Lourenço Souza              | 31 de janeiro de 1969 | 31 de janeiro de 1973  | Aluísio Eloi Rodrigues          | Prefeito e vice eleitos       |
| 4  | José Alberany de Souza               |        | ARENA                  | Edna Freire de Araújo Souza        | 31 de janeiro de 1973 | 31 de janeiro de 1977  | Francisco Anominondas Filho     | Prefeito e vice eleitos       |
| 5  | Manoel Severino Brilhante            |        |                        | Josefa Brilhante dos Santos        | 31 de janeiro de 1977 | 31 de janeiro de 1983  | não encontrado                  | Prefeito e vice eleitos       |
| 6  | Aluísio Eloi Rodrigues               |        |                        | Maria das Dores Alves              | 31 de janeiro de 1983 | 31 de janeiro de 1989  | não encontrado                  | Prefeito e vice eleitos       |
| 7  | Francisco de Vasconcelos Silva       |        | PDC                    | Maria de Fátima Lima               | 31 de janeiro de 1989 | 31 de dezembro de 1992 | José Alberany de Souza          | Prefeito e vice eleitos       |
| 8  | Otacílio Raimundo de Souza           |        |                        | Noir Medeiros de Souza             | 1º de janeiro de 1993 | 31 de dezembro de 1996 | Aluísio Eloi Rodrigues          | Prefeito e vice eleitos       |
| 9  | Aluísio Eloi Rodrigues               |        | PFL                    | Maria das Dores Alves              | 1º de janeiro de 1997 | 31 de dezembro de 2000 | não encontrado                  | Prefeito e vice eleitos       |
| 10 | Francisco Rodrigues da Rocha         |        | PFL                    | Dulce Maia                         | 1º de janeiro de 2001 | 12 de julho de 2003    | José Felinto Campelo Neto       | Prefeito e vice eleitos       |
| 11 | José Felinto Campelo Neto            |        | PFL                    | Edenilda Martins de Araújo Campelo | 12 de julho de 2003   | 31 de dezembro de 2004 | —                               | Vice-prefeito eleito no cargo |
| 12 | Marcus Welby Ferreira Martins        |        | PL                     | Cristiane Acioli Martins           | 1º de janeiro de 2005 | 31 de dezembro de 2008 | Carlos Roberto Lucena Barbosa   | Prefeito e vice eleitos       |
| 13 | Carlos Roberto Lucena Barbosa        |        | PR                     | Shirley Cristiane da Costa         | 1º de janeiro de 2009 | 31 de dezembro de 2012 | Francisco Ferreira de Melo      | Prefeito e vice eleitos       |
| 14 | Alessandru Emannuel Pinheiro e Alves |        | PMN                    | —                                  | 1º de janeiro de 2013 | 31 de dezembro de 2020 | Manoel Egídio                   | Prefeito e vice eleitos       |
| 14 | Alessandru Emannuel Pinheiro e Alves | PROS   | Silvania Karla de Melo | —                                  | 1º de janeiro de 2013 | 31 de dezembro de 2020 | Prefeito reeleito e vice eleita |                               |
| 15 | Renam Luiz de Alencar Carvalho       |        | PROS                   | Kylvia Twiza Macena de Araújo      | 1º de janeiro de 2021 | até a atualidade       | Marcus Welby Martins Ferreira   | Prefeito e vice eleitos       |
| 15 | Renam Luiz de Alencar Carvalho       | PSDB   | Silvania Karla de Melo | Kylvia Twiza Macena de Araújo      | 1º de janeiro de 2021 | até a atualidade       | Prefeito reeleito e vice eleita |                               |